# William Justin Kroll
William Justin Kroll, all'anagrafe Guillaume Justin Kroll (Esch-sur-Alzette, 24 novembre 1889 – Bruxelles, 30 marzo 1973), è stato un ingegnere e metallurgista lussemburghese.
Nel 1940 inventò il processo Kroll, usato industrialmente per estrarre titanio e zirconio metallici dai rispettivi minerali.

## Vita
William Kroll nacque nel 1889 e trascorse la sua infanzia all'altoforno dell'azienda “Brasseur's Schmelz” diretta da suo padre. Nel 1909 si diplomò al liceo Athenaeum di Lussemburgo e nel 1910 si iscrisse alla facoltà di metallurgia dell'Università tecnica di Berlino, laureandosi nel 1914. Utilizzò i quattro anni successivi per completare la sua tesi di dottorato, sotto la guida del professor Karl Andreas Hofmann. Lavorando in Germania, nel 1918 Kroll inventò una lega per cuscinetti a base di piombo, commercializzata con il nome di metallo Lurgi, ottenendo vari brevetti di metallurgia. In Austria Kroll sviluppò nel 1922 le leghe note come Alusil e Alsia, utilizzate principalmente per pistoni in alluminio pressofuso.
Nel 1923 tornò in Lussemburgo e impiantò un laboratorio privato. Iniziò ad interessarsi al titanio, che a quel tempo era solo una curiosità di laboratorio. Nel 1930 ottenne i primi campioni di titanio tramite il processo Hunter. Questo processo era troppo pericoloso per un uso commerciale e Kroll cercò il modo di migliorarlo. Nel 1938 riuscì a ottenere titanio per riduzione del tetracloruro di titanio con magnesio. Lo stesso anno Kroll si recò negli Stati Uniti e mostrò i suoi campioni di titanio a varie ditte, ma allora nessuna si mostrò interessata alla commercializzazione del processo.
Nel febbraio 1940 lasciò il Lussemburgo poco prima dell'invasione nazista e decise di emigrare negli Stati Uniti. Il 25 giugno 1940 lo United States Patent and Trademark Office gli rilasciò il brevetto n. 2.205.854 per il metodo Kroll di produzione del titanio. Kroll lavorò come consulente ai laboratori di ricerca della Union Carbide a Niagara Falls. Il governo e l'industria statunitensi iniziarono a riconoscere i potenziali vantaggi del titanio. Nel 1948 la Du Pont de Nemours iniziò la produzione commerciale di titanio tramite il processo Kroll.
Kroll nel frattempo iniziò ad interessarsi di zirconio, e nel 1945 diventò consulente del "United States Bureau of Mines", l'ente governativo che svolgeva ricerche su estrazione e uso delle risorse minerarie. Il primo campione di zirconio fu prodotto nell'agosto 1946. Nel 1951 Kroll si trasferì alla Oregon State University, dove istituì una fondazione che assegna borse di studio negli Stati Uniti e in Europa.
Nel 1961 Kroll tornò in Europa e morì a Bruxelles nel 1973.

## Riconoscimenti
Kroll depositò oltre 50 brevetti su leghe metalliche, e ricevette almeno cinque lauree honoris causa. Ricevette numerosi altri riconoscimenti, tra i quali la Medaglia Francis J. Clamer nel 1954, il premio Albert Sauveur dalla American Society for Metals nel 1955, e la Medaglia Perkin nel 1958.